# Кирјат Ата
Кирјат Ата (хебр. קריית אתא, арап. ‏كريات أتا‎) је град у Израелу у округу Хаифа. Према процени из 2007. у граду је живело 49.700 становника.

## Становништво
Према процени, у граду је 2007. живело 49.700 становника.
| 1983.  | 1995.  |
| ------ | ------ |
| 32.937 | 42.668 |

## Партнерски градови
- Reinickendorf
- Шабац